# Phyteuma globulariifolium
Phyteuma globulariifolium là loài thực vật có hoa trong họ Hoa chuông. Loài này được Sternb. & Hoppe miêu tả khoa học đầu tiên năm 1818.